# اریک گریتنز
اریک گریتنز (انگلیسی: Eric Greitens؛ زادهٔ ۱۰ آوریل ۱۹۷۴) پدیدآور، سیاست‌مدار، و از اعضای سابق یگان ویژه نیروی دریایی ایالات متحده آمریکا و از ژانویه ۲۰۱۷ ۵۶مین فرماندار میزوری است. او هم‌اکنون دومین فرماندار جوان در آمریکا است.
وی همچنین برندهٔ جوایزی همچون نشان ستاره برنزی و پرپل هارت شده‌است.
گریتنز یهودی است. او دارای لیسانس اخلاق فلسفه و سیاست گذاری عمومی از دانشگاه دوک و فوق لیسانس و پی‌اچ‌دی مطالعات پناهندگان از دانشگاه آکسفورد است.